# Patrick Côté (zawodnik MMA)
Patrick Côté (ur. 29 lutego 1980 w Rimouski) – kanadyjski zawodnik mieszanych sztuk walki (MMA), finalista programu The Ultimate Fighter 4 oraz pretendent do pasa mistrzowskiego UFC w wadze średniej. Poza tym, posiadacz pasów mistrzowskich TKO Major League MMA w wadze średniej i półciężkiej oraz Maximum Fighting Championship wagi średniej.

## Kariera sportowa
W MMA zadebiutował 3 listopada 2003. 22 października 2004 zadebiutował w UFC, przegrywając z Tito Ortizem na punkty. 6 sierpnia 2005, przegrał z Chrisem Lebenem, niejednogłośnie na punkty. W lutym 2006 został kanadyjskim mistrzem King of the Cage, a w listopadzie doszedł do finału 4. sezonu reality show The Ultimate Fighter, w którym uległ Travisowi Lutterowi. W przeciągu półtora roku, zanotował passę pięciu zwycięstw, zdobywając pas mistrzowski TKO Major League MMA wagi średniej (01.06.2007) oraz notując cztery zwycięstwa z rzędu w organizacji UFC, pokonując m.in. Kendalla Grove'a (UFC 74) oraz Ricardo Almeidę (UFC 86). 
25 października 2008 otrzymał szanse walki o mistrzostwo UFC wagi średniej, z Brazylijczykiem Andersonem Silvą. Côté przegrał pojedynek przez TKO wskutek kontuzji kolana w 3. rundzie. W 2010 stoczył dwa przegrane pojedynki, po których został zwolniony z organizacji. Po wygraniu kilku pojedynków na lokalnych, kanadyjskich galach, w 2012 ponownie dostał angaż do UFC. W pierwszym starciu od powrotu przegrał z byłym mistrzem Strikeforce Cungiem Le. W 2014 był głównym trenerem kanadyjskiej drużyny w edycji specjalnej programu The Ultimate Fighter zwanej Nations.
W latach 2012–2017 uzyskał bilans sześciu zwycięstw i trzech porażek, wygrywając m.in. z Joe Riggsem i Benem Saundersem oraz przegrywając z Donaldem Cerrone, Stephenem Thompsonem czy Thiago Alvesem - po porażce z tym ostatnim zapowiedział zakończenie kariery sportowej.

## Osiągnięcia[6]

### Mieszane sztuki walki
- 2003-2004: mistrz Kanady TKO Major League w wadze półciężkiej
- 2005: mistrz świata TKO Major League w wadze półciężkiej
- 2006: mistrz Kanady King of The Cage w wadze średniej
- 2006: mistrz Maximum Fighting Championship w wadze średniej
- 2006: finalista 4. sezonu The Ultimate Fighter wagi średniej
- 2007-2008: mistrz świata TKO Major League w wadze średniej